# Zwemmen op de Olympische Zomerspelen 2024 – 4×100 meter vrije slag vrouwen
De 4x100 meter vrije slag vrouwen op de Olympische Zomerspelen 2024 vond plaats op 27 juli 2024 in de Paris La Défense Arena. Regerend olympisch kampioen was het team van Australië.

## Records
Voorafgaand aan het toernooi waren dit het wereldrecord en het kampioenschapsrecord
| Wereldrecord     | Australië Mollie O'Callaghan Shayna Jack Meg Harris Emma McKeon | 3.27,96 | Fukuoka | 23 juli 2023 |
| Olympisch record | Australië Bronte Campbell Meg Harris Emma McKeon Cate Campbell  | 3.29,69 | Tokio   | 25 juli 2021 |

## Uitslagen
De snelste acht teams in de series kwalificeerden zich voor de finale.

### Series
| Rang | Serie | Baan | Land             | Namen | Tijd    | Bijz. |
| ---- | ----- | ---- | ---------------- | --- | ------- | ----- |
| 1    | 2     | 4    | Australië        | Olivia Wunsch (53,94) Bronte Campbell (53,46) Meg Harris (52,23) Emma McKeon (51,94)                       | 3.31,57 | Q     |
| 2    | 1     | 4    | Verenigde Staten | Abbey Weitzeil (53,60) Simone Manuel (53,23) Erika Connolly (53,83) Kate Douglass (52,63)                  | 3.33,29 | Q     |
| 3    | 2     | 5    | China            | Cheng Yujie (53,95) Wu Qingfeng (53,84) Yu Yiting (54,05) Yang Junxuan (52,47)                             | 3.34,31 | Q     |
| 4    | 2     | 3    | Zweden           | Michelle Coleman (53,92) Sarah Sjöström (51,99) Sara Junevik (54,09) Sofia Åstedt (54,35)                  | 3.34,35 | Q     |
| 5    | 2     | 2    | Frankrijk        | Beryl Gastaldello (53,54) Mary-Ambre Moluh (53,49) Lison Nowaczyk (54,67) Charlotte Bonnet (53,55)         | 3.35,25 | Q     |
| 6    | 2     | 6    | Canada           | Penny Oleksiak (53,78) Mary-Sophie Harvey (54,15) Brooklyn Douthwright (53,81) Taylor Ruck (53,55)         | 3.35,29 | Q     |
| 7    | 1     | 5    | Groot-Brittannië | Anna Hopkin (54,08) Eva Okaro (53,84) Lucy Hope (54,74) Freya Anderson (53,47)                             | 3.36,13 | Q     |
| 8    | 1     | 6    | Italië           | Sofia Morini (53,92) Chiara Tarantino (54,14) Sara Curtis (53,93) Emma Virginia Menicucci (54,29)          | 3.36,28 | Q     |
| 9    | 1     | 3    | Nederland        | Tessa Giele (55,24) Kim Busch (54,86) Sam van Nunen (54,26) Marrit Steenbergen (52,42)                     | 3.36,78 |       |
| 10   | 2     | 1    | Hongarije        | Petra Senánszky (54,91) Lilla Minna Ábrahám (54,36) Panna Ugrai (54,25) Nikolett Pádár (53,81)             | 3.37,33 |       |
| 11   | 1     | 1    | Denemarken       | Signe Bro (55,45) Julie Kepp Jensen (54,52) Elisabeth Sabroe Ebbesen (55,10) Martine Damborg (54,45)       | 3.39,52 |       |
| 12   | 2     | 7    | Brazilië         | Ana Carolina Vieira (54,81) Stephanie Balduccini (53,83) Giovana Reis (55,73) Maria Paula Heitmann (56,23) | 3.40,60 |       |
| 13   | 1     | 2    | Polen            | Katarzyna Wasick (54,71) Kornelia Fiedkiewicz (54,82) Julia Maik (55,57) Zuzanna Famulok (55,57)           | 3.40,67 |       |
| 14   | 2     | 8    | Slovenië         | Neža Klančar (54,29) Janja Šegel (55,22) Katja Fain (55,43) Tjaša Pintar (56,35)                           | 3.41,29 |       |
| 15   | 1     | 7    | Hongkong         | Natalie Kan (56,91) Tam Hoi Lam (55,01) Camille Cheng (55,12) Stephanie Au (55,38)                         | 3.42,42 |       |
| 16   | 1     | 8    | Ierland          | Danielle Hill (55,61) Grace Davison (55,44) Erin Riordan (55,95) Victoria Catterson (55,67)                | 3.42,67 |       |

### Finale
| Rang   | Baan | Land             | Namen                                                                                             | Tijd    | Bijz. |
| ------ | ---- | ---------------- | ------------------------------------------------------------------------------------------------- | ------- | ----- |
| Goud   | 4    | Australië        | Mollie O'Callaghan (52,24) Shayna Jack (52,35) Emma McKeon (52,39) Meg Harris (51,94)             | 3.28,92 | OR    |
| Zilver | 5    | Verenigde Staten | Kate Douglass (52,98) Gretchen Walsh (52,55) Torri Huske (52,06) Simone Manuel (52,61)            | 3.30,20 | AM    |
| Brons  | 3    | China            | Yang Junxuan (52,48 NR) Cheng Yujie (52,76) Zhang Yufei (52,75) Wu Qingfeng (52,31)               | 3.30,30 | AR    |
| 4      | 7    | Canada           | Maggie Mac Neil (53,31) Taylor Ruck (53,20) Summer McIntosh (53,22) Penny Oleksiak (53,26)        | 3.32,99 |       |
| 5      | 6    | Zweden           | Sarah Sjöström (52,53) Michelle Coleman (52,98) Sara Junevik (54,41) Louise Hansson (53,87)       | 3.33,79 | NR    |
| 6      | 2    | Frankrijk        | Beryl Gastaldello (53,83) Charlotte Bonnet (54,14) Mary-Ambre Moluh (53,37) Marie Wattel (53,65)  | 3.34,99 |       |
| 7      | 1    | Groot-Brittannië | Anna Hopkin (53,31) Eva Okaro (53,75) Lucy Hope (54,95) Freya Anderson (53,24)                    | 3.35,25 |       |
| 8      | 8    | Italië           | Sofia Morini (54,16) Chiara Tarantino (54,27) Sara Curtis (54,24) Emma Virginia Menicucci (53,84) | 3.36,51 |       |